# 日本鬼蟹
日本鬼蟹（学名：Tymolus japonicus）为鬼蟹科鬼蟹属的动物。分布于日本，包括东海等海域，生活环境为海水，一般栖息于水深50-350米的泥沙底。其生存的海拔范围为-350至-50米。